# Mairie des Lilas (metropolitana di Parigi)
Mairie des Lilas è una stazione della linea 11 della metropolitana di Parigi.
Si trova nel comune di Les Lilas.

## La stazione
La stazione venne aperta nel 1937 e si trova nel comune di Lilas che derivò dallo smembramento di quello di Romainville avvenuto nel 1868.

## Interconnessioni
- Bus RATP - 105, 129, TillBus
- Noctilien - N12, N23